# Andranomeva
Andranomeva is een plaats en commune in het noorden van Madagaskar, behorend tot het district Boriziny, dat gelegen is in de regio Sofia. Tijdens een volkstelling in 2001 telde de plaats 10.935 inwoners.
De plaats biedt naast lager onderwijs ook middelbaar onderwijs aan. 90 % van de bevolking werkt als landbouwer en 10 % verdient zijn brood als visser. Het belangrijkste landbouwproduct is rijst; andere belangrijke producten zijn mais en maniok. 